# Явон, Ольга Викторовна
О́льга Ви́кторовна Щерба́к (в девичестве — Щербак; род. 14 марта 1998, Севастополь) — российская гандболистка, правый полусредний клуба ЦСКА.

## Биография
Ольга Щербак родилась 14 марта 1998 года в Севастополе.
Начала заниматься гандболом в 11-летнем возрасте в севастопольской ДЮСШ по приглашению тренера Владимира Масляного. С 13 лет училась в Киевском спортивном лицее-интернате, играла в гандбол за его команду.
Летом 2014 года переехала в Тольятти, где обучалась в КСДЮСШОР под началом тренера Левона Акопяна.
Играет на позиции полусреднего.
Выступала за тольяттинскую «Ладу-2». В её составе в 2015 году стала чемпионкой России среди дублёров. В том же году завоевала золотую медаль VII летней Спартакиады учащихся России в Тольятти.
С 2016 года выступает за «Ладу». В её составе четырежды выигрывала серебряные медали чемпионата России (2017—2020), один раз — бронзовую (2016).
Играла за молодёжную сборную России. В 2017 году стала серебряным призёром чемпионата Европы среди девушек до 19 лет в Словении, однако позже сборную лишили наград, после того как в допинг-пробах трёх гандболисток обнаружили мельдоний.
16 апреля 2021 года дебютировала в женской сборной России в гостевом матче отборочного турнира чемпионата мира против Турции (35:23).